# Jędrzejów (powiat ostrowiecki)
Jędrzejów – wieś w Polsce, położona w województwie świętokrzyskim, w powiecie ostrowieckim, w gminie Bodzechów.
W latach 1975–1998 miejscowość należała administracyjnie do województwa kieleckiego.
W Jędrzejowie funkcjonował Ośrodek Wsparcia Rodziny im. ks. Marcina Popiela prowadzony przez Stowarzyszenie Rodzin Katolickich z Ostrowca. Zajmował ono budynek powstały z inicjatywy Marcina Popiela. 
Plebania została dobudowana do istniejącej wcześniej kaplicy pod wezwaniem św. Franciszka. Tamtejszy proboszcz Andrzej Chuchnowski co niedzielę o godz. 9 oraz 14 odprawia tutaj mszę.
W miejscowości znajdował się pomnik poświęcony mieszkańcom wsi Jędrzejów, Denkówek oraz Moczydło poległym w walce z hitlerowskimi okupantami.

## Integralne części wsi
| SIMC    | Nazwa       | Rodzaj    |
| ------- | ----------- | --------- |
| 0229470 | Przy Szosie | część wsi |
| 0229487 | W Dołach    | część wsi |

## Historia
Według Słownika geograficznego Królestwa Polskiego z lat 80. XIX wieku Jędrzejów składał się dawniej z trzech części: Jędrzejowa Ostrowieckiego, Miłkowskiego i Sobowskiego. Według słownika wieś miała 33 domy, 212 mieszkańców, 92 morgi ziemi dworskiej i 517 ziemi włościańskiej.